# Bolchoï Pit
Ne doit pas être confondu avec Pit (rivière) ou Pitt (rivière).
Le Bolchoï Pit (en russe : Большой Пит) est une rivière de Russie qui coule dans le krai de Krasnoïarsk en Sibérie. C'est un affluent direct de l'Ienisseï en rive droite.

## Géographie
Le Bolchoï Pit prend sa source dans la partie centrale du krai de Krasnoïarsk, au sein du massif de l'Ienisseï, qui domine la rive est du cours moyen de l'Ienisseï, et qui constitue la partie centre-ouest du plateau de Sibérie centrale. Après sa naissance, la rivière prend la direction du sud-ouest, direction qu'elle maintient globalement tout au long de son parcours. La rivière se jette dans l'Ienisseï en rive droite au niveau de la petite localité d'Oust-Pit.
Le Bolchoï Pit est généralement pris dans les glaces depuis la mi-novembre, jusqu'à la mi-mai.
En dehors de cette longue période, il est navigable sur 185 kilomètres, depuis la confluence de son affluent Bryanka, jusqu'à son embouchure dans le fleuve Ienisseï.

## Affluents
- la Bryanka
- le Soukhoï Pit

## Hydrométrie - Les débits à Baza Soukhoï Pit
Le débit du Bolchoï Pit a été observé pendant 37 ans (durant la période 1960-1999) à Baza Soukhoï Pit, localité située à 119 kilomètres de son confluent avec l'Ienisseï. 
Le débit inter annuel moyen ou module observé à Baza Soukhoï Pit sur cette période était de 204 m3/s pour une surface prise en compte de 19 500 km2, soit plus ou moins 90 % du bassin versant total de la rivière qui en compte 21 700.
La lame d'eau écoulée dans cette partie du bassin atteint ainsi le chiffre de 330 millimètres par an, ce qui peut être considéré comme assez élevé, du moins dans le contexte de la Sibérie, caractérisée par un écoulement assez modéré. 
Le Bolchoï Pit présente des fluctuations saisonnières de débit élevées. Les crues se déroulent au printemps, en mai et en juin (avec un maximum en mai) et résultent de la fonte des neiges. En juillet, le débit s'effondre puis se stabilise pour se maintenir à un niveau fort consistant tout au long du reste de l'été et au début de l'automne, sous l'effet des précipitations sous forme de pluie. En novembre survient une forte baisse de débit menant aux basses eaux. Celles-ci sont liées à l'hiver russe et à ses importantes gelées ; la rivière atteint alors son minimum, ou étiage, période allant de novembre à avril inclus. 
Le débit moyen mensuel observé en février (minimum d'étiage) est de 30,08 m3/s, soit environ 4 % du débit moyen du mois de mai (748 m3/s), ce qui souligne l'amplitude importante des variations saisonnières. Sur la durée d'observation de 37 ans, le débit mensuel minimal a été de 10,2 m3/s (février 1968), tandis que le débit mensuel maximal s'élevait à 1 500 m3/s en juin 1983.
En ce qui concerne la période estivale, la plus importante car libre de glaces (de juin à septembre inclus), le débit mensuel minimum observé a été de 66,1 m3/s en septembre 1964, ce qui restait encore abondant.